# Dirigeants de la république socialiste de Bosnie-Herzégovine
Cet article liste les dirigeants de la République socialiste de Bosnie-Herzégovine qui a existé de 1943 à 1990.

## Président duConseil anti-fasciste de libération nationale de la Bosnie-Herzégovine(ZAVNOBiH)
- Vojislav Kecmanović (25 novembre 1943 - 26 avril 1945)

## Présidents du présidium de l'Assemblée du peuple
- Vojislav Kecmanović (26 avril 1945 - novembre 1946)
- Đuro Pucar (novembre 1946 - septembre 1948)
- Vlado Segrt (septembre 1948 - mars 1953)

## Présidents de l'Assemblée du peuple
- Đuro Pucar (décembre 1953 - juin 1963)
- Ratomir Dugonjić (juin 1963 - 1967)
- Džemal Bijedić (1967 - 1971)
- Hamdija Pozderac (1971 - mai 1974)

## Présidents de la Présidence d'État
- Ratomir Dugonjić (mai 1974 - avril 1978)
- Raif Dizdarević (avril 1978 - avril 1982)
- Branko Mikulić (avril 1982 - 26 avril 1984)
- Milanko Renovica (26 avril 1984 - 26 avril 1985)
- Munir Mesihović (26 avril 1985 - avril 1987)
- Mato Andrić (avril 1987 - avril 1988)
- Nikola Filipović (avril 1988 - avril 1989)
- Obrad Piljak (avril 1989 - 20 décembre 1990)